# Coñipoñi
El Coñipoñi (del mapudungun coñi, “parto” y poñi "papa"), es una criatura mitológica perteneciente a la mitología chilota; la cual cumpliría la función de cuidar niños.

## Apariencia
El Coñipoñi es descrito como un pequeño gusano que se caracteriza por tener un color plomizo. 

## Leyenda
Según la leyenda, habitarían en los tallos de las plantas de papas que se cultivan en Chiloé. Las tradiciones, dicen que las mujeres chilotas que eran madres de niños recién nacidos, se alegraban cuando encontraban uno de esto gusanos; ya que eran usados como una niñera. Para ello, se debía llevar al Coñipoñi a la casa de la madre, colocándolo bajo la almohada del niño recién nacido, y siempre recordar alimentarlo con unas cuantas gotas de leche proveniente de la madre. De esta forma se dice que la madre conseguiría que este pequeño gusano hiciera que su hijo este feliz, sea más tranquilo y no llore.